# Astichus sakaii
Astichus sakaii är en stekelart som beskrevs av Tachikawa 1977. Astichus sakaii ingår i släktet Astichus och familjen finglanssteklar. Inga underarter finns listade.